# Inka Grings
 (août 2022).
Si vous disposez d'ouvrages ou d'articles de référence ou si vous connaissez des sites web de qualité traitant du thème abordé ici, merci de compléter l'article en donnant les références utiles à sa vérifiabilité et en les liant à la section « Notes et références ».
Inka Grings, née le 31 octobre 1978 à Düsseldorf, est une footballeuse internationale allemande évoluant au poste d'attaquante, reconvertie entraîneure.

## Biographie

### En club
Inka Grings pratique le football dès son enfance, l'équipe du TSV Eller 04 n'ayant pas de section féminine, elle fait partie de l'équipe des garçons jusqu'à l'âge de 12 ans où elle rejoint le Garather SV. Elle évolue ensuite au FCR 01 Duisbourg dans le championnat allemand de football féminin. En 1999, Inka Grings remporte la Coupe d'Allemagne avec son club et est nommée footballeuse allemande de l'année. En 2000, elle remporte son premier championnat national.

### En sélection

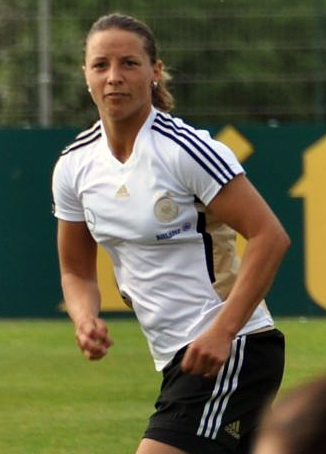
Inka Grings à l'entraînement

Après avoir été sélectionnée dans la catégorie des moins de 18 ans, Inka Grings intègre l'équipe d'Allemagne en 1996. Elle participe à la Coupe du monde 1999 aux côtés de Birgit Prinz et réalise un triplé face au Mexique. Inka Grings décroche la médaille de bronze des tournois olympiques de Sydney (2000) et d'Athènes (2004). En 2005, elle remporte le championnat d'Europe.
Elle met un terme à sa carrière internationale en juillet 2012.

### Carrière d'entraîneurse
Le 1er février 2021, elle retourne dans son ancien club, le FC Zurich, pour en devenir l'entraîneure. À la tête des Zurichoises, elle remporte le doublé coupe-championnat en 2022.
Fin 2022, elle est nommée entraîneure de la sélection féminine suisse. Elle succède au Danois Nils Nielsen et arrive juste avant la coupe du monde 2023. Entrée en fonctione le 1er janvier 2023, elle quitte son poste en novembre de la même année.

### Vie privée
Inka Grings est ouvertement bisexuelle. Elle a été en trouple avec sa partenaire de football Linda Bresonik et son entraîneur Holger Fach.

## Statistiques
| Saison                | Club                   | Championnat           | Championnat | Championnat | Coupe(s) nationale(s) | Coupe(s) nationale(s) | Compétition(s) continentale(s) | Compétition(s) continentale(s) | Compétition(s) continentale(s) | Play-off | Play-off | Total | Total |
| Saison                | Club                   | Division              | M.          | B.          | M.                    | B.                    | Comp.                          | M.                             | B.                             | M.       | B.       | M.    | B.    |
| 1995-1996             | FC Rumeln-Kaldenhausen | Frauen Bundesliga     | 18          | 0+          |                       |                       | -                              | -                              | -                              | -        | -        | 18    | 0     |
| 1996-1997             | FC Rumeln-Kaldenhausen | Frauen Bundesliga     | 16          | 11          |                       |                       | -                              | -                              | -                              | 1+       | 1+       | 17    | 12    |
| 1997-1998             | FCR Duisbourg          | Frauen Bundesliga     | 14          | 13          | 1+                    | 3                     | -                              | -                              | -                              | -        | -        | 15    | 16    |
| 1998-1999             | FCR Duisbourg          | Frauen Bundesliga     | 19          | 25          | 1+                    | 0                     | -                              | -                              | -                              | -        | -        | 20    | 25    |
| 1999-2000             | FCR Duisbourg          | Frauen Bundesliga     | 21          | 38          |                       |                       | -                              | -                              | -                              | -        | -        | 21    | 38    |
| 2000-2001             | FCR Duisbourg          | Frauen Bundesliga     | 15          | 16          |                       |                       | -                              | -                              | -                              | -        | -        | 15    | 16    |
| 2001-2002             | FCR Duisbourg          | Frauen Bundesliga     | 11          | 11          |                       |                       | -                              | -                              | -                              | -        | -        | 11    | 11    |
| 2002-2003             | FCR Duisbourg          | Frauen Bundesliga     | 19          | 20          | 5                     | 13                    | -                              | -                              | -                              | -        | -        | 24    | 33    |
| 2003-2004             | FCR Duisbourg          | Frauen Bundesliga     | 9           | 11          | 3                     | 9                     | -                              | -                              | -                              | -        | -        | 12    | 20    |
| 2004-2005             | FCR Duisbourg          | Frauen Bundesliga     | 15          | 25          |                       |                       | -                              | -                              | -                              | -        | -        | 15    | 25    |
| 2005-2006             | FCR Duisbourg          | Frauen Bundesliga     | 17          | 27          | 2+                    | 1+                    | -                              | -                              | -                              | -        | -        | 19    | 28    |
| 2006-2007             | FCR Duisbourg          | Frauen Bundesliga     | 14          | 22          | 3+3                   | 2+8                   | -                              | -                              | -                              | -        | -        | 20    | 32    |
| 2007-2008             | FCR Duisbourg          | Frauen Bundesliga     | 20          | 27          | 3                     | 5                     | -                              | -                              | -                              | -        | -        | 23    | 32    |
| 2008-2009             | FCR Duisbourg          | Frauen Bundesliga     | 19          | 29          | 2                     | 2                     | C1                             | 9                              | 12                             | -        | -        | 30    | 43    |
| 2009-2010             | FCR Duisbourg          | Frauen Bundesliga     | 21          | 28          | 5                     | 5                     | C1                             | 8                              | 9                              | -        | -        | 34    | 42    |
| 2010-2011             | FCR Duisbourg          | Frauen Bundesliga1    | 19          | 23          | 3                     | 5                     | C1                             | 8                              | 13                             | -        | -        | 30    | 41    |
| Sous-total            | Sous-total             | Sous-total            | 267         | 326+        | 31+                   | 53+                   | -                              | 25                             | 34                             | 1+       | 1+       | 324   | 414   |
| Sous-total            | Sous-total             | Sous-total            | 271         | 353         | 31+                   | 53+                   | -                              | 25                             | 34                             | 1+       | 1+       | 328   | 441   |
| 2011-2012             | FC Zürich Frauen       | Ligue Nationale A     |             | 17          | 3+                    | 3+                    | -                              | -                              | -                              | -        | -        | 3     | 20    |
| 2012-2013             | FC Zürich Frauen       | Ligue Nationale A     |             | 38          | 4+                    | 3+                    | C1                             | 4                              | 4                              | -        | -        | 8     | 45    |
| Sous-total            | Sous-total             | Sous-total            | 31          | 55          | 7                     | 6                     | -                              | 4                              | 4                              | -        | -        | 42    | 65    |
| 2013                  | Chicago Red Stars      | Ligue Nationale A     | 16          | 3           | -                     | -                     | -                              | -                              | -                              | -        | -        | 16    | 3     |
| Sous-total            | Sous-total             | Sous-total            | 16          | 3           | -                     | -                     | -                              | -                              | -                              | -        | -        | 16    | 3     |
| 2013-2014             | FC Cologne             | 2.Frauen Bundesliga   | 19          | 23          | 3                     | 2                     | -                              | -                              | -                              | -        | -        | 22    | 25    |
| Sous-total            | Sous-total             | Sous-total            | 19          | 23          | 3                     | 2                     | -                              | -                              | -                              | -        | -        | 22    | 25    |
| Total sur la carrière | Total sur la carrière  | Total sur la carrière | 337         | 434         | 41                    | 61                    | -                              | 29                             | 38                             | 1+       | 1+       | 408   | 534   |

- 2 matchs inconnus en play-offs en 1996-97.
- 5 matchs inconnus en coupe en 1995-96.
- 5 matchs inconnus en coupe en 1996-97.
- 5 matchs inconnus en coupe en 1997-98.
- 4 matchs inconnus en coupe en 1998-99.
- 3 matchs inconnus en coupe en 1999-00.
- 1 match inconnu en coupe en 2000-01.
- 3 matchs inconnus en coupe en 2001-02.
- 1 match inconnu en coupe en 2004-05.
- 2 matchs inconnus en coupe en 2005-06.

https://web.archive.org/web/20110823124532/http://www.framba.de/content/spielerinnen/alle/inka-grings
https://web.archive.org/web/20070629180818/http://www.fcr-01.de:80/bundesligateam/torschuetzinnen/index.html
https://www.weltfussball.de/spieler_profil/inka-grings/2/

## Palmarès

### En club
FCR 2001 Duisbourg
- Ligue des champions (1) :
  - Vainqueure en 2009.
- Championnat d'Allemagne (1) :
  - Championne en 2000.
  - Vice-championne en 1997, 1999, 2005, 2006, 2007, 2008 et 2010
- Coupe d'Allemagne (3) :
  - Vainqueure en 1998, 2009 et 2010.
- Coupe d'Allemagne de futsal (2) :
  - Vainqueure en 1996 et 2000.

 FC Zurich
- Coupe de Suisse (1) :
  - Vainqueure en 2012

### En sélection nationale
Allemagne
- Championnat d'Europe (2) :
  - Vainqueure en 2005 et 2009.
- Jeux olympiques :
  - Médaille de bronze aux Jeux de Sydney.

### Comme entraîneure
MSV Duisbourg
- Championnat d'Allemagne de D2 (1) :
  - Championne en 2016.

 SV Straelen
- Oberliga Niederrhein (D5) (1) :
  - Championne en 2020.

 FC Zurich
- Championnat de Suisse (1) :
  - Championne en 2022.
- Coupe de Suisse (1) :
  - Vainqueure en 2022.

### Distinctions personnelles
- Élue Footballeuse allemande de l'année en 1999, 2009 et 2010.
- Meilleure buteuse du Championnat d'Europe 2005 (4 buts) et 2009 (6 buts).
- Meilleure buteuse de la Ligue des champions en 2011.
- Meilleure buteuse de Frauen Bundesliga en 1999, 2000, 2003, 2008, 2009 et 2010.